# Tripterospermum volubile
Tripterospermum volubile är en gentianaväxtart. Tripterospermum volubile ingår i släktet Tripterospermum och familjen gentianaväxter.

## Underarter
Arten delas in i följande underarter:
- T. v. longipes
- T. v. volubile